# Jurysdykcja
Jurysdykcja (z łac. iurisdictio, dosł. „orzekam o prawie”) – prawo sądzenia, posiadane przez dany podmiot (organ) uprawnienie (kompetencja) do rozpoznawania i rozstrzygania danych spraw, tj. orzekania w danej sprawie. Aby sąd mógł rozstrzygać w danej sprawie, muszą zostać spełnione określone warunki rozpatrywane osobno dla każdej konkretnej sprawy. Szczegółowo określają je ustawy, a w szczególności kodeksy postępowania (cywilnego, karnego, administracyjnego). Zawsze należy sprawdzać, czy zakres działania sądu jest odpowiedni w danym przypadku, a także jego kompetencje oraz właściwości: rzeczową i miejscową.
W prawie pojęcie jurysdykcja wyznacza zakres spraw podlegających rozpoznawaniu pod względem ich cech przedmiotowych i podmiotowych.
W doktrynie wyróżnia się kilka rodzajów jurysdykcji. Można ją podzielić w zależności od podmiotu rozstrzygającego w sprawie na karną, cywilną, administracyjną. Wyróżnia się także pojęcie jurysdykcji krajowej, która oznacza właściwość sądów tylko konkretnego państwa do rozstrzygania sporów z zakresu prawa cywilnego.

## Jurysdykcja krajowa
Jurysdykcja krajowa w prawie cywilnym jest to ogólna właściwość sądów powszechnych danego państwa do rozstrzygania spraw cywilnych na jego terytorium. Natomiast właściwość sądu to pojęcie, które ogranicza się do ustalenia, który z konkretnych sądów na terytorium danego państwa jest kompetentny, właściwy do rozpoznania konkretnej sprawy. Wprost wyróżnia się dwa rodzaje właściwości: właściwość rzeczową oraz miejscową.